# Karl-Heinz Müller (SS-Mitglied)
Karl-Heinz Müller (* 6. Februar 1911 in Lüneburg; † 26. Februar 1993 in Bergisch Gladbach) war ein deutscher SS-Obersturmbannführer, Leiter der Abteilung  IV (Gestapo) in Toulouse. Er wurde am 9. Juni 1953 in Bordeaux in Abwesenheit zum Tode verurteilt. Nach seiner Rückkehr nach Deutschland wurde er Polizeihauptkommissar.

## Biografie

### Jugend
Er wurde als Kind der Eheleute Franz und Helene Müller geboren. Er besuchte die Mittelschule in Lüneburg und begann danach eine Ausbildung als Kaufmann und Küfer bei der Firma Crato & Comp., Weingroßhandlung in Lüneburg. Er beendete die Lehre und ging danach, am 8. April 1931, als Polizeianwärter zur Schutzpolizei in Hildesheim. Er heiratete am 18. Dezember 1936 Margarete Borcher. Er beantragte am 8. Juli 1937 die Aufnahme in die NSDAP und wurde rückwirkend zum 1. Mai desselben Jahres aufgenommen (Mitgliedsnummer 5.745.830). Seine SS-Mitgliedsnummer lautete 344.688.

### Zweiter Weltkrieg
Müller arbeitete für das Reichssicherheitshauptamt in der Stapoleitstelle Hannover. 1940 wurde er nach Frankreich versetzt, im Mai 1943 nach Toulouse. Er leitete dort die Abteilung IV des KdS als Nachfolger von SS-Hauptsturmführer Helmut Retzek, sein Vorgesetzter war zunächst Rudolf Bilfinger, der von Friedrich Suhr abgelöst wurde. Müller war für Transporte in das Lager Drancy verantwortlich. Er war, nach Augenzeugenberichten, als Angehöriger der 2. SS-Panzer-Division an der Erschießung von 15 Franzosen am 27. Juni 1944 in Castelmaurou beteiligt.

### Nach dem Zweiten Weltkrieg
1948 begann er seinen Dienst bei der Kriminalpolizei in Lüneburg und wurde zum Inspektor auf Probe ernannt. Am 1. Oktober 1958 ging er nach Celle und wurde mit der Leitung einer Kriminalpolizeiaußenstelle betraut. Dort blieb er bis zu seiner Pensionierung 1971.
1978 sagte Serge Klarsfeld über Müller, er sei für den Tod von Widerstandskämpfern und die Deportation von Juden im Zweiten Weltkrieg verantwortlich gewesen. Müller stritt das energisch ab.